# Одарённость
Одарённость — наличие потенциально высокого iq и высоких способностей у какого-либо человека.
Б. М. Теплов определил одарённость как «качественно-своеобразное сочетание навыков и способностей, от которых зависит возможность добиться большего успеха в выполнении той или иной деятельности». При этом одарённость понимается не как механическая совокупность способностей, а как новое качество, рождающееся во взаимовлиянии и взаимодействии компонентов, которые в неё входят.Одарённость обеспечивает не успех в какой-либо деятельности, а только возможность достижения этого успеха. Кроме наличия комплекса способностей, для успешного выполнения деятельности человеку необходимо обладать определённой суммой знаний, умений и навыков.
Также одарённость может быть специальной — то есть одарённостью к одному виду деятельности, и общей — то есть одарённостью к разным видам деятельности. Часто общая одарённость сочетается со специальной. Многие композиторы, например, рисовали, писали стихи, сочиняли музыку и.т.д.